# Jean-Pierre de Beaulieu

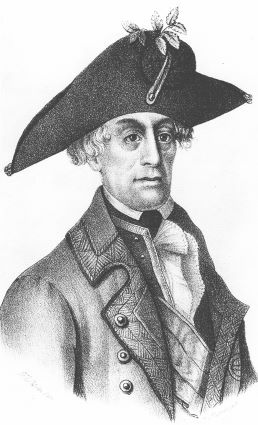
Jean-Pierre de Beaulieu

Jean-Pierre baron de Beaulieu-Marconnay (Duits: Johann Peter von Beaulieu) (Lathuy, 26 oktober 1725 - Linz, 22 december 1819) was een Oostenrijks generaal, afkomstig uit de Zuidelijke Nederlanden. Hij vocht tegen Pruisen tijdens de Zevenjarige Oorlog en tegen de Fransen tijdens de Eerste Coalitieoorlog.

## Loopbaan

### Eerste jaren
De Beaulieu werd geboren op het kasteel van Lathuy nabij Geldenaken dat deel uitmaakte van de Oostenrijkse Nederlanden. Hij studeerde wiskunde en ging in 1743 bij het leger van landvoogd Karel van Lotharingen. Hij vocht mee in de Oostenrijkse Successieoorlog (1740-1748).

### Zevenjarige Oorlog
Tijdens de Zevenjarige Oorlog was De Beaulieu eerst infanterieofficier en daarna adjudant van veldmaarschalk von Daun. De Beaulieu raakte gewond in de Slag bij Kolin en vocht mee in de slagen bij Leuthen, Hochkirch en Maxen. In 1760 ontving hij het ridderkruis van de Orde van Maria Theresia en werd hij bevorderd tot kolonel. In 1763 werd hij verheven tot baron. De Beaulieu, die een goede smaak voor kunst had, nam enige tijd later de leiding op zich van de verfraaiingswerken voor de verschillende keizerlijke paleizen.

### Als militair attaché
In 1768 werd De Beaulieu militair attaché van Oostenrijk in de regering van de Zuidelijke Nederlanden. Ondertussen wijdde hij zich verder aan de kunst en aan de opleiding van zijn zoon die in zijn voetsporen zou treden. In 1789 keerde De Beaulieu terug naar het leger en werd bevorderd tot generaal-majoor. Het daaropvolgende jaar hielp hij de Brabantse Omwenteling neerslaan. Tijdens deze gevechten verloor hij zijn enige zoon die hij voor zijn ogen zag sneuvelen. De Beaulieu werd bevorderd tot luitenant-generaal en kreeg het commandeurskruis van de Orde van Maria Theresia.

### Eerste Coalitieoorlog

#### In de Zuidelijke Nederlanden
In 1792, toen de Fransen de Zuidelijke Nederlanden binnenvielen, won De Beaulieu eind april de eerste gevechten bij Quiévrain van de Eerste Coalitieoorlog in de buurt van Bergen. Na een eerste tegenslag op 28 april slaagde hij er op 30 april in om de Fransen onder Armand Louis de Gontaut (de latere hertog van Biron) terug te drijven tot voor de poorten van Valenciennes, ondanks het feit dat hij over een kleinere legermacht beschikte. Op 23 juni 1792 versloeg De Beaulieu de Fransen onder leiding van Nicolas Luckner bij Harelbeke. De Fransen trokken zich terug tot in Rijsel. De Beaulieu, die een afdeling van het leger van landvoogd Albert Casimir van Saksen-Teschen leidde, probeerde daarna tevergeefs om Rijsel in te nemen. Op 6 november had De Beaulieu de leiding van de linkervleugel van het leger van de landvoogd tijdens de Slag bij Jemappes die door de Fransen werd gewonnen. De Beaulieu slaagde erin om de terugtocht van de manschappen te dekken.
In december 1792 verdedigde De Beaulieu met succes de stad Trier tegen de Fransen. Daarna keerde hij via Luxemburg en Namen terug naar het westen. Hij versloeg de Fransen bij Templeuve en Wervik (28 augustus 1793), bevrijdde Veurne en heroverde Menen. Het Franse leger werd verdreven richting Rijsel waar De Beaulieu deelnam aan het beleg van Le Quesnoy.
In 1794 was De Beaulieu actief in de buurt van Aarlen. Nadat op 16 april het Moezelleger van de Fransen onder leiding van Jean-Baptiste Jourdan Aarlen had ingenomen, wist De Beaulieu de stad op 29 mei te heroveren. Daarna trok hij terug naar het westen en leidde op 16 juni de voorste aanvalseenheden bij Fleurus tegen de Fransen die enkele dagen voordien de Samber waren overgestoken en Charleroi belegerden. De Fransen leden zware verliezen en werden tot aan de rivier teruggedreven waarop deze opnieuw Charleroi belegerden. De stad gaf zich vrij snel over. Bevelhebber Frederik Jozias van Saksen-Coburg-Saalfeld was in aantocht met zijn Oostenrijks leger en viel de Fransen op 26 juni tijdens de Slag bij Fleurus. De Beaulieu had de leiding over de linkervleugel van de keizerlijke troepen en samen met generaal Baillet de Latour die de leiding had over de rechtervleugel wisten ze de Franse flanken te breken. In het centrum hielden de Fransen onder leiding van generaal Lefebvre stand waardoor de aanvallen stokten en het Oostenrijkse leger zich terugtrok.
De Beaulieu, die in ongenade was gevallen bij de prins van Saksen-Coburg, keerde daarop terug naar Oostenrijk en kreeg van keizer Frans II het Grootkruis van de Orde van Maria Theresia.

#### In Italië
In 1796 begonnen de Fransen onder leiding van de jonge Napoleon Bonaparte op te rukken in Italië. Op 4 maart werd De Beaulieu bevorderd tot Feldzeugmeister (artilleriegeneraal) en hij kreeg de leiding in handen van het Oostenrijkse leger in Italië. De Oostenrijkers gooiden de ervaring van De Beaulieu in het strijdperk om de opmars van de jonge republikein te stoppen. Naast zijn eigen Oostenrijks leger kon De Beaulieu ook rekenen op de steun van het leger van Piëmont-Sardinië. Hij moest ervoor zorgen dat de Fransen in geen geval de vallei van de Po konden bereiken via de Ligurische Alpen en de noordelijke Apennijnen.
Tijdens de Italiaanse Veldtocht van Napoleon vond de eerste confrontatie plaats op 10 april 1796. De Fransen slaagden er al vlug in om een wig te drijven tussen het Oostenrijkse en het Piëmontese leger, dat zich vrij snel overgaf. In de Slag bij Montenotte op 12 april diende het al verzwakte leger ook nog de stad Genua dekking te geven en De Beaulieu werd door Bonaparte verslagen en trok zijn leger terug tot achter de Po in de hoop om het Franse leger aan de rivier tot staan te kunnen brengen. Bonaparte stak de rivier over bij Piacenza en won de Slag bij Fombio. Daarop trok De Beaulieu naar het oosten om de brug over de Adda bij Lodi te verdedigen. Op 10 mei, tijdens de Slag bij Lodi veroverde Bonaparte de brug. Daarop trok De Beaulieu zijn leger verder terug tot aan de Mincio. Na de nederlaag bij de Slag bij Borghetto op 30 mei werd het leger van De Beaulieu verder noordwaarts gedreven. Een garnizoen van het leger werd in de stad Mantua gelegerd.
De Beaulieu, die op geen enkele manier de opmars van de troepen van Napoleon had kunnen tegenhouden, werd op 21 juni 1796 vervangen door veldmaarschalk von Wurmser aan het commando van de Oostenrijkse troepen in Italië.

### Laatste levensjaren
De Beaulieu trok zich terug op zijn landgoed in Linz waar hij zich verder met kunst en architectuur bezighield. Hij stierf er op 94-jarige leeftijd.